# Parasemia modesta
Parasemia modesta là một loài bướm đêm thuộc phân họ Arctiinae, họ Erebidae.